# ТОВ «Фуа Чу Канг»
ТОВ «Фуа Чу Канг» (англ. Phua Chu Kang Pte Ltd) — сінгапурський ситком про ексцентричного генерального підрядника, що виходив з вересня 1997 по лютий 2007 року на каналі MediaCorp Channel 5.
Серіал обертається навколо сім'ї Фуа, особливо Фуа Чу Канга, генерального підрядника, який хвалиться, що він «Найкращий у Сінгапурі, Джей Бі, а деякі кажуть, що й на Батамі» — це попри те, що він має лише двох співробітників, обидва з яких невмілі та ліниві. Він також відомий своєю крилатою фразою: «Не грайся зі мною» (Don't Play-Play), яка увійшла в активний обіг у сингліші.

## Нагороди
ТОВ «Фуа Чу Канг» отримувала нагороду як «Найкраща комедійна програма» на сінгапурській церемонії Asian Television Awards протягом шести років поспіль з 1998 по 2003 рік.

## Сінгліш
Ця комедія примітна тим, що її персонажі використовують сингліш (англійську креольську мову з малайським, китайським та іншими впливами). На шоу чинився тиск з боку уряду з метою використання офіційної англійської мови замість періодичного включення розмовної сингліш.